# Pic Jongsong
Le pic Jongsong est un sommet de l'Himalaya au tripoint de l'Inde, du Népal et de la Chine, respectivement entre l'État Sikkim, le district de Taplejung et le xian de Dinggyê.

## Histoire
La première ascension a été réalisée le 2 juin 1930 par Bericht Hörlin et Erwin Schneider.